# Potentilla svanetica
Potentilla svanetica är en rosväxtart som beskrevs av Hans Siegfried, Amp; Keller. och Keller. Potentilla svanetica ingår i Fingerörtssläktet som ingår i familjen rosväxter. Inga underarter finns listade i Catalogue of Life.